# DaMarcus Beasley
DaMarcus Lamont Beasley, född 24 maj 1982 i Fort Wayne, är en amerikansk före detta fotbollsspelare som har spelat för USA:s landslag. Beasley spelade oftast som vänster yttermittfältare men kunden även spela anfallare och användas i försvaret. Beasleys äldre bror, Jamar har spelat för USA:s herrlandslag i futsal.

## Klubbkarriär
Utan att ha spelat någon match för Los Angeles Galaxy blev han 2000 värvad till Chicago Fire FC, där han under åren 2000-2004 gjorde 14 mål och slog 20 målgivande passningar. Säsongen 2003 blev han uttagen i MLS All-star lag.
Sommaren 2004 flyttade Beasley vidare till den nederländska klubben PSV Eindhoven. Han värvades till klubben som ersättare för Arjen Robben, som hade skrivit på för Chelsea. Beasley spelade i klubben till 2006 då han blev utlånad till engelska Manchester City. Efter säsongen 2006/2007 återvände Beasley till PSV Eindhoven, men skrev snabbt på för den skotska klubben Rangers, där han nu spelar. Beasley har gjort fler mål än någon annan amerikan i Uefa Champions League genom tiderna. 
I maj 2019 meddelade Beasley att han skulle avsluta sin karriär efter säsongen 2019.

## Meriter

### Landslaget
- CONCACAF Gold Cup 2002, 2005, 2007

### Klubblag
- US Open Cup 2000, 2003
- Holländsk mästare 2005, 2006
- Holländska Cupen 2005
- Skotska Premier League 2009, 2010
- Skotska Cupen 2008
- Skotska Ligacupen 2010

### Personliga meriter
- Guldskon CONCACAF 2005
- Silverbollen U-17 VM 1999